# Кролевецький район
Кролеве́цький райо́н (МФА: [kroɫeˈʋɛt͡sʲkɪi̯ rɐˈjon̪] ( прослухати)) — колишня адміністративно-територіальна одиниця Сумської області України.

## Географія
Кролевецький район розташований у північно-західній поліській зоні Сумської області. Район межує на півночі з Шосткинським, на сході — з Глухівським, на південному сході — з Путивльським, на півдні — з Конотопським районами Сумської області, а на заході з Коропським районом Чернігівської області. Через район проходить залізнична магістраль та автотраса (М02 E101) Київ-Москва.
Площа району 1284 км². З корисних копалин Кролевецький район багатий на торф, глину, будівельний пісок. Через район протікають річки Десна, Сейм, Реть, Есмань, Клевень, Ворголка, Глистянка, Бистра, Локня, Ретик, Свидня.
Центром району є місто Кролевець. Місто районного підпорядкування. Розташоване на річках Реті та її притоці Свидні, за 152 км від обласного центру. Нині в районі мешкає 39,9 тис. чоловік, у тому числі: в місті — 23,6 тис. чоловік, 16,3 тис. чоловік — у сільській місцевості.
Кролевецький район характеризується сприятливим помірно континентальним кліматом. Кліматичні умови району за кількістю тепла, світла й вологи цілком сприятливі для вирощування всіх районованих сільськогосподарських культур. Територія вкрита переважно опідзоленими, дернопідзолистими, підзолисто-дерновими ґрунтами.

## Історія
Про життя і побут племен, які заселяли цю територію в другій половині І тисячоліття, розповідають стародавні літописи. Саме з них дізнаємось, що по Десні, Сейму і Сулі, жило слов'янське плем'я сіверян. На території нинішнього Кролевецького району відкрито більше трьох десятків археологічних пам'яток — стоянок, поселень, городищ, які відносяться до періоду неоліту, бронзової, залізної доби, Київської Держави. Два городища знаходяться в селах Литвиновичі та Воргол. Земляний вал яких зберігся й донині.
В літописі за 1160 рік згадується стародавнє руське місто Зартий. Його назва говорить, що воно могло знаходитись за річкою Реть. Сучасні археологічні розкопки виявили біля річки багатошарове поселення, що датується з початку нового століття до ХІІ ст.
Кролевець заснований у 1601 р. переселенцями з правобережної України, названий на честь короля («круль» польською король). Швидкому розвитку міста сприяло розміщення його на перехресті двох торгових шляхів, що вели з Москви до Києва: одного — через Калугу, Новгород-Сіверський та другого — через Тулу, Орел, Глухів. За Деулінським перемир'ям 1618 р., місто відійшло до Польщі і було пожалуване польському магнату Вишлю. В 1632 р. значилося повітовим містом. В 1644 р. Кролевець отримав Магдебурзьке право.
Заснований у 1646 році Кролевецький Хрестовоздвиженський ярмарок мав величезне значення в житті міста. На нього приїздили купці з Московії, Польщі, Прусії, а самі кролевчани називали його — «всесвітнім». Лише наприкінці XVIII ст. ярмарок поступово втратив своє значення, але і в першій чверті XIX ст. займав четверте місце в Україні.
З 1648 р. по 1781 р. Кролевець — сотенне містечко Ніжинського полку. Кролевецька сотня займала р. Реть, а також землі від Кролевця до Сейму з Алтинівкою та Любитовим.
1657 року козаки Кролевця виступили проти гетьмана Івана Виговського. Наприкінці 1663 р. об'єднане військо польського короля Яна Казимира та правобережного гетьмана Павла Тетері зайняло Кролевець, але в лютому 1664 р. московський воєвода Ромадановський захопив місто. В роки війни між гетьманом Правобережжя Дорошенком та гетьманом Лівобережжя Брюховецьким Кролевець був спалений. Польща довго не хотіла відмовлятися від Кролевця і віддала його Росії остаточно 1686 р. Деякі кролевчани під керівництвом К.Данилова брали участь у війні Степана Разіна і у взятті Саратова та Самари. В грудні 1670 р. Данилова було закатовано в Москві.
У роки проведення столипінської реформи значна частина селян Кролевеччини виїхала на Далекий Схід, в Приамур'я. Назви деяких поселень там збереглися і донині — Кролевець, Спаське, Алтинівка.
У роки Другої світової війни на Кролевеччині було створено диверсійний загін НКВД СРСР, який у лютому 1942 увійшов до складу загону Ковпака.

## Адміністративний поділ
Район адміністративно-територіально поділяється на 1 міська рада та 21 сільська рада, які об'єднують 74 населених пунктів та підпорядковані Кролевецькій районній раді.
05.02.1965 Указом Президії Верховної Ради Української РСР передано Воронізьку селищну Раду Кролевецького району до складу Шосткинського району.
1988 року у районі було ліквідовано 2 поселення — Бошівка та Малинове. 2015 року ліквідоване село Піонерське.

## Економіка
Найкращі традиції кролевецьких майстрів художнього ткацтва збереглися до наших днів і примножуються колективом Кролевецької фабрики «Художнє ткацтво». Нині тут працюють над проблемами реконструкції підприємства, відродження старовинного мистецтва художнього ткацтва, розширення асортименту виробів.
Після реалізації Указу Президента щодо реформування АПК в районі діють 52 агропромислові формування, з них приватних підприємств — 1, господарських товариств — 18, 32 фермерські господарства. Переконливо свідчать на користь нових відносин на селі успіхи товариств «Ранок», «Десна», «Полісся», фермера Стариченка.
Значного поширення в останні роки в місті набули комерційна діяльність і підприємництво. Те, що через Кролевець проходить залізниця та автомагістраль Москва-Київ, сприяє притоку сюди представників комерційних та підприємницьких структур з інших регіонів держави. Станом на 01.01.2007 року в районі зареєстровано 1730 підприємців, фізичних осіб. На підприємствах малого бізнесу працює 1168 ос.

## Населення
Розподіл населення за віком та статтю (2001)
| Стать | Всього | До 15 років | 15-24 | 25-44 | 45-64 | 65-85 | Понад 85 |
| --- | ------ | ----------- | ----- | ----- | ----- | ----- | -------- |
| Чоловіки | 21 288 | 3547        | 2879  | 6059  | 5599  | 3066  | 138      |
| Жінки | 25 456 | 3498        | 2821  | 6121  | 6540  | 5880  | 596      |
| \| Статево-вікова піраміда \| Статево-вікова піраміда \| Статево-вікова піраміда \| \| ----------------------- \| ----------------------- \| ----------------------- \| \| Чоловіки \| Вік \| Жінки \| \| 138 \| 85 + \| 596 \| \| 221 \| 80-84 \| 763 \| \| 633 \| 75-79 \| 1532 \| \| 1138 \| 70-74 \| 2001 \| \| 1074 \| 65-69 \| 1584 \| \| 1596 \| 60-64 \| 2102 \| \| 816 \| 55-59 \| 1057 \| \| 1467 \| 50-54 \| 1677 \| \| 1720 \| 45-49 \| 1704 \| \| 1692 \| 40-44 \| 1741 \| \| 1462 \| 35-39 \| 1523 \| \| 1408 \| 30-34 \| 1419 \| \| 1497 \| 25-29 \| 1438 \| \| 1443 \| 20-24 \| 1330 \| \| 1436 \| 15-20 \| 1491 \| \| 1501 \| 10-14 \| 1502 \| \| 1166 \| 5-9 \| 1134 \| \| 880 \| 0-4 \| 862 \| |        |             |       |       |       |       |          |
| Статево-вікова піраміда |        |             |       |       |       |       |          |
| Чоловіки | Вік    | Жінки       |       |       |       |       |          |
| 138 | 85 +   | 596         |       |       |       |       |          |
| 221 | 80-84  | 763         |       |       |       |       |          |
| 633 | 75-79  | 1532        |       |       |       |       |          |
| 1138 | 70-74  | 2001        |       |       |       |       |          |
| 1074 | 65-69  | 1584        |       |       |       |       |          |
| 1596 | 60-64  | 2102        |       |       |       |       |          |
| 816 | 55-59  | 1057        |       |       |       |       |          |
| 1467 | 50-54  | 1677        |       |       |       |       |          |
| 1720 | 45-49  | 1704        |       |       |       |       |          |
| 1692 | 40-44  | 1741        |       |       |       |       |          |
| 1462 | 35-39  | 1523        |       |       |       |       |          |
| 1408 | 30-34  | 1419        |       |       |       |       |          |
| 1497 | 25-29  | 1438        |       |       |       |       |          |
| 1443 | 20-24  | 1330        |       |       |       |       |          |
| 1436 | 15-20  | 1491        |       |       |       |       |          |
| 1501 | 10-14  | 1502        |       |       |       |       |          |
| 1166 | 5-9    | 1134        |       |       |       |       |          |
| 880 | 0-4    | 862         |       |       |       |       |          |

Національний склад населення за даними перепису 2001 року:
| Національність | Кількість осіб | Відсоток |
| -------------- | -------------- | -------- |
| українці       | 44704          | 95,62 %  |
| росіяни        | 1679           | 3,59 %   |
| турки          | 93             | 0,20 %   |
| білоруси       | 64             | 0,14 %   |
| молдовани      | 37             | 0,08 %   |
| інші           | 175            | 0,37 %   |

Мовний склад населення за даними перепису 2001 року:
| Мова       | Кількість осіб | Відсоток |
| ---------- | -------------- | -------- |
| українська | 44715          | 95,64 %  |
| російська  | 1783           | 3,81 %   |
| турецька   | 92             | 0,20 %   |
| білоруська | 20             | 0,04 %   |
| молдовська | 16             | 0,03 %   |
| інші       | 126            | 0,27 %   |

## Політика
25 травня 2014 року відбулися Президентські вибори України. У межах Кролевецького району було створено 40 виборчих дільниць. Явка на виборах складала — 61,99 % (проголосували 19 358 із 31 227 виборців). Найбільшу кількість голосів отримав Петро Порошенко — 54,92 % (10 632 виборців); Юлія Тимошенко — 17,09 % (3 309 виборців), Олег Ляшко — 11,02 % (2 134 виборців), Анатолій Гриценко — 5,26 % (1 019 виборців). Решта кандидатів набрали меншу кількість голосів. Кількість недійсних або зіпсованих бюлетенів — 0,95 %.

## Культура
Здавна у Кролевці успішно розвивалось художнє складне перебірне ткацтво. Вироби кролевецьких ткачів — рушники, скатерки, запаски тощо завоювали медалі Паризької, Лондонської, Туніської виставок, отримали почесні відгуки Барселонської, Копенгагенської, багатьох російських виставок. Відомими майстрами були сім'я міщан Оболонських, кріпаки К. Бичко, Г. І П. Лисенко, С. Сердеченко.

## Пам'ятки
У Кролевецькому районі Сумської області на обліку перебуває 85 пам'яток історії.
У Кролевецькому районі Сумської області на обліку перебуває 13 пам'яток архітектури.

## Персоналії
Місто Кролевець — батьківщина одного з перших українських етнографів Григорія Калиновського. В XIX ст. тут бували та поділилися в своїх творах враженнями письменники І. Аксаков та М. Лєсков. У 1845 р. в місті жив Тарас Шевченко і писав портрет Й. Рудзинського. Повертаючись з України до Петербурга, Тарас Шевченко 25 серпня 1859 р. разом з Ф. Лазаревським заїхав у Кролевець до його сестри Г. Огієвської. Тут пройшла остання поетова ніч в Україні. Неодноразово бувала в місті в 1857—1858 рр. письменниця Марко Вовчок, тут вона записувала народні пісні та прислів'я. Кролевецька земля дала життя поету — перекладачу зі світовим іменем Миколі Лукашу. У місті також народився вчений-лісознавець, один із засновників лісової дослідної справи в Росії Василь Огієвський.
У XIX ст. Поблизу Кролевця були великі плантації цукрових буряків цукрозаводчиків Терещенка та Долгоруких. Частину прибутків від них Микола Терещенко витрачав на благодійництво, зокрема давав кошти на розвиток освіти та охорони здоров'я.
У Кролевці народився, жив і творив український радянський письменник Панас Кочура, понад 45 років прикутий хворобою до ліжка. В с. Реутинці народився відомий художник Євдоким Мінюра, а в с. Обтове Храпай Григорій Архипович — військовий льотчик, який перший здійснив таран наземної цілі.
Коломієць Олександр Павлович (1885 — 10 січня 1938) — член Української Центральної Ради.